# 对二氧杂环己烷四酮
对二氧杂环己烷四酮（系统命名为1,4-二氧杂-2,3,5,6-环己烷四酮)是一种有机化合物，化学式为C4O6。它是一种碳的氧化物，可以被看做二氧杂环己烷含有四个酮基的衍生物。它也可以被看作两分子乙二酸形成的环状交酸酐，或是其内酸酐乙二酸酐（一种假想的酸酐，化学式C2O3）的二聚体。
1998年，Paolo Strazzolini和其他人通过乙二酰氯(COCl)2或乙二酰溴(COBr)2与乙二酸银于乙醚中在-15 °C反应制得了该物质，然后在低温低压蒸发溶剂即可。这种可以溶解于−30°C的乙醚或三氯甲烷中并稳定存在，但加热到0°C时分解为一氧化碳和二氧化碳的1:1混合物。这种物质的稳定性与结构也可以用理论方法进行分析。